# Tillandsia floribunda
Tillandsia floribunda är en gräsväxtart som beskrevs av Carl Sigismund Kunth. Tillandsia floribunda ingår i släktet Tillandsia och familjen Bromeliaceae. Inga underarter finns listade i Catalogue of Life.